# Nebojša Joksimovič
Nebojša Joksimović (Koper, 17 novembre 1981) è un ex cestista sloveno.

## Carriera
Con la Slovenia ha disputato tre edizioni dei Campionati europei (2005, 2013, 2015).

## Palmarès
- Coppa di Slovenia: 3

Pivovarna Laško: 2004
Krka Novo mesto: 2015
Primorska: 2018
- Coppa di Bosnia ed Erzegovina: 1

Igokea Partizan: 2013